# Zabójstwo (film)
Zabójstwo (ang. The Killing) – fabularny film kryminalny noir Stanleya Kubricka z 1956 roku, wyprodukowany przez Jamesa B. Harrisa.
Historia koncentruje się wokół planu obrabowania toru wyścigów konnych.

## Obsada
- Sterling Hayden jako Johnny Clay
- Coleen Gray jako  Fay
- Vince Edwards jako Val Cannon
- Jay C. Flippen jako Marvin Unger
- Elisha Cook Jr. jako George Peatty
- Marie Windsor jako Sherry Peatty
- Ted de Corsia jako Policeman Randy Kennan
- Joe Sawyer jako Mike O'Reilly
- James Edwards jako track parking attendant
- Timothy Carey jako Nikki Arane
- Joe Turkel jako Tiny
- Jay Adler jako Leo the Loanshark
- Kola Kwariani jako Maurice Oboukhoff
- Dorothy Adams jako Mrs. Ruthie O'Reilly